# Ribeira da Dúvida
A Ribeira da Dúvida (em espanhol Rivera de Avid) é uma ribeira international que nasce em Portugal na Serra de São Mamede. Entra logo em Espanha e passa pelos municipios de Las huertas de Cansa e de Valencia de Alcântara até desagua no Rio Alburell, um afluente do Rio Sever. Esta ribeira é subafluente do Rio Sever e pertence a bacia hidiographica do Rio Tejo.